# آبشار (کنتاکی)
آبشار، کنتاکی (به انگلیسی: Absher, Kentucky) در ایالات متحده آمریکا است که در ایالت کنتاکی واقع شده‌است.

## خصوصیات
آبشار ۲۷۶٫۱۵ متر بالاتر از سطح دریا واقع شده‌است.